# T-Online

Логотип компании

T-Online компания, в начале XXI века один из крупнейших в Европе интернет-провайдеров.
В 2006 году вошла в состав немецкого телекоммуникационного холдинга Deutsche Telekom.